# William Symes Andrews
William Symes Andrews (1 de enero de 1847 – 1 de julio de 1929) fue uno de los pioneros Edison, ingeniero electricista, y uno de los primeros empleados de la Compañía General Electric.

## Biografía
Nació en Inglaterra en 1847. Empezó a trabajar en la Edison's Menlo Park en 1879.  Fallece en 1929 en Schenectady, Nueva York.

### Algunas publicaciones
- 2013. Magic Squares and Cubes. Publicó Theclassics Us, 36 p. ISBN 1230462392, ISBN 9781230462394